# 高橋都彦
高橋 都彦（たかはし くにひこ、1952年（昭和27年）2月5日 - ）は、日本の政治家。元東京都狛江市長（2期）。
市役所女性職員に対しセクシャルハラスメントを行い、問題の収拾を図るため辞職した。

## 来歴
大分県別府市出身。1975年3月に横浜国立大学経済学部を卒業し、4月に東京都庁へ入庁。東京都総務局総務部総務課長、東京都産業労働局観光部長、東京都交通局総務部長、株式会社東京国際フォーラム執行役員、東京都産業労働局理事、公益財団法人東京しごと財団理事長を経て、2010年に公益財団法人東京都公園協会の理事長に就く。
2012年6月24日執行の狛江市長選挙に民主党、自由民主党、公明党、生活者ネットの推薦を受けて無所属で立候補し、16,377票を得て初当選した。7月7日、市長に就任。2016年、共産党・社民党推薦の候補者を破り再選。
2018年3月1日、市役所の女性職員にセクシャルハラスメントをした疑いがあると明らかにされ、市議会でこの件について問われると「心当たりのあるものは1つもない」と否定。しかし問題は収まらず、他の狛江市議会議員や一般人などから多数抗議が寄せられた。その後も辞任を含めて否定を続けていたが、5月になって被害者女性らが実名で抗議文を提出すると態度を一転させ辞意を表明した。しかし最後まで自らのセクハラ行為を認めることなく6月4日付で職を辞した。

## 不祥事

### セクハラ問題
2018年3月1日、高橋が市の女性職員にセクハラ行為をした疑いがあることが明らかにされた。西村あつ子市議が市条例で情報公開請求した市の内部資料には、2014年4月の歓送迎会で「口をつけたコップで何度も飲むことを強要された」との相談が女性側から市職員課にあったことが記されていた。さらにその後作成された資料では、複数の職員から「夜に誘われることが多くて困っている」「宴席で肩や胸も触られて困っている」といった相談が寄せられたとの記述があった。
資料では加害者とされる人物の役職が黒塗りされており、同日の狛江市議会で西村市議が「市長ではないか」と質問したところ、高橋は「答弁を控える」と答弁しつつ、「心当たりのあるものは一つもない」と述べた。新聞の取材に対しては、一般論とした上で「自分が口をつけたコップで酒を勧めることはあるが、異性への関心ではなく、一家意識というか家父長的な意識でやっている。強要はしない」と述べた。
また、「私は九州男児であって、献杯・返杯は文化だと思っている」と弁解したことが波紋を広げ、市役所へは発言に対する苦情が相次いだ。読売新聞もコラムで疑問を呈した。
高橋は否定したものの、問題は収まらず、同年3月12日には女性市議6人が真相解明と再発防止を求める声明文を高橋に手渡した。
同年3月28日、記者会見を開き、改めてセクハラ行為の事実を否定した。報道陣から、職員に口をつけたコップで飲むよう強要したことにつき質問されると「相手の反応に気を使っていたので、セクハラ行為には当たらない」との認識を示した。 
高橋は職員に内部文書の真偽を調査するよう指示。市は4月17日、セクハラの根拠とされる内部文書について「内容に誤りはない」とする調査結果を公表した。自治労狛江市職員組合は「加害者は市長であるという相談が複数寄せられている」「市長の一連の言動には反省が見られない」と記載した印刷物を配布した。4月22日、お茶の水女子大学名誉教授の戒能民江らが参加した市民集会において高橋の辞職を求める集会アピールが採択され、4月23日には高橋の辞職や被害を受けたとされる女性職員への謝罪などを求める2906人分の署名が市役所に提出された。5月14日、日本共産党狛江市議団は、市が加害者の役職名など一部を黒塗りにして公開したセクハラ相談記録の文書について、市に加害者部分の非公開を取り消すよう求めて東京地方裁判所に提訴した。
5月18日、非公開で開かれた臨時会議で、水野穣副市長は「立場を利用して卑劣な行為を行った」と述べ高橋に進退を迫った。石森準一参与も高橋が初当選後の1期目からセクハラを注意してきたと発言し、辞職を求めた。5月21日の記者会見で高橋は、調査対象となった被害者の職員を「思い込みの激しい人」と批判し、「何らかのタイミングで触れたことはあるかもしれないが、意識して触ったことはない」と述べた。5月22日午前に開かれた庁議でも水野を「1月に再任する際、支えると約束したはずだ」となじるなど姿勢に変わりはなかった。しかし同日午後、4人の女性職員が実名で高橋に抗議文を突きつけると態度を一転、ついに辞意を表明した。翌5月23日の記者会見では「今でもセクハラをしたという認識はない」と説明した。
6月4日、市議会は高橋の辞職を全会一致で同意した。

### 安安丸の容姿酷似問題
高橋は狛江市を「日本一安心で安全な町」とし、その知名度を上げるべく「安安丸」「守吉」「団吉」という3つのキャラクターが制作させた。そのうちのひとつの安安丸（あんあんまる）はブルドッグを模したキャラクターとされ、狛江市広報にあたっていた他、観光大使にも就任したが高橋が前述のセクハラ疑惑で辞職したあと、かつて高橋が安安丸について「自分がモデル」と言っていたことがわかると、新たに就任した松原俊雄新市長は安安丸の観光大使の任を解任した。

## 選挙歴
| 当落 | 選挙               | 執行日        | 年齢 | 選挙区 | 政党   | 得票数    | 得票率 | 定数 | 得票順位 /候補者数 | 政党内比例順位 /政党当選者数 |
| ---- | ------------------ | ------------- | ---- | ------ | ------ | --------- | ------ | ---- | ------------------ | ---------------------------- |
| 当   | 2012年狛江市長選挙 | 2012年6月24日 | 60   | ――     | 無所属 | 1万6377票 | 53.69  | 1    | 1/2                | /                            |
| 当   | 2016年狛江市長選挙 | 2016年6月19日 | 64   | ――     | 無所属 | 1万7433票 | 56.70  | 1    | 1/2                | /                            |